# Nucus
Nucus (em usbeque: Нукус; em cazaque: Нөкіс; em russo: Нукус; romaniz.: Nukus) é uma cidade e capital da república autônoma do Caracalpaquistão, no Usbequistão. Tem 147 quilômetros quadrados e de acordo com o censo de 2020, havia 319 583 habitantes. É mais conhecida por causa do Museu de Arte de Nucus.